# Sandrine François
Sandrine François, född i december 1980 i Paris, Frankrike är en fransk sångerska.
Sandrine blev mycket inspirerad av kända sångerskor som Whitney Houston, Tracy Chapman och Aretha Franklin. Hon provade att sjunga på olika pubar runt om i Frankrike och sjöng i Mireille Dumas tv-show. Detta tv-framträdande resulterade i ett omedelbart skivkontrakt genom Erick Benzi (som även jobbat med Jean-Jacques Goldman och Céline Dion).
Den franska televisionen inbjöd henne år 2002 att medverka i Eurovision Song Contest 2002. Rick Allison, Marie-Florence Gros och Patrick Bruel skrev en sång kallad "Il faut du temps (je me battrai pour ça)" ("Det tar tid") vilken slutade på femte plats.